# Hermann Hendrich

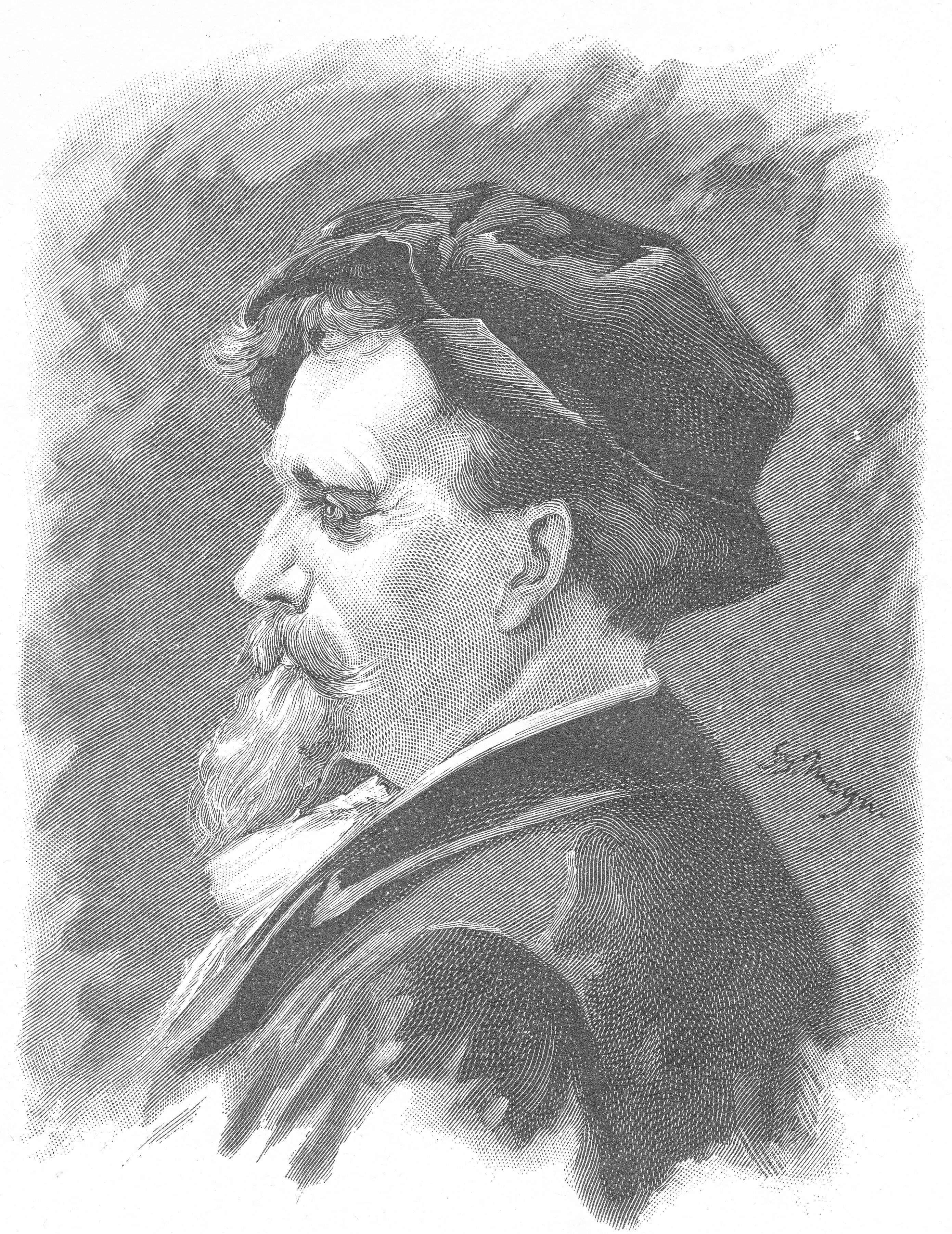
Hermann Hendrich nach dem Gemälde von Georg Meyn

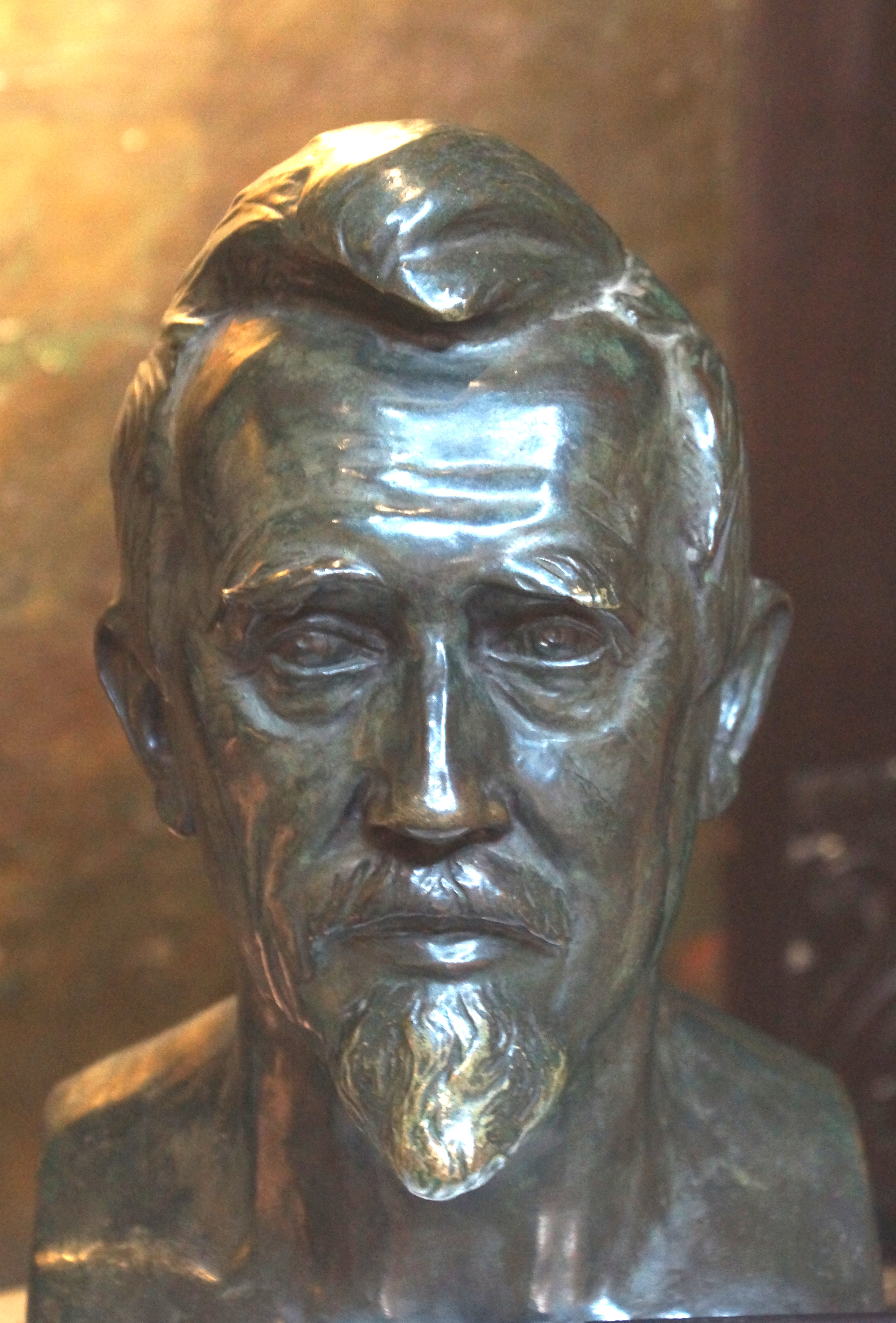
Hendrich-Büste von Heinrich Splieth

Hermann Hendrich (* 31. Oktober 1854 in Heringen; † 18. Juli 1931 in Schreiberhau) war ein deutscher Maler, der 1907 den völkischen Werdandi-Bund mitbegründete.

## Leben

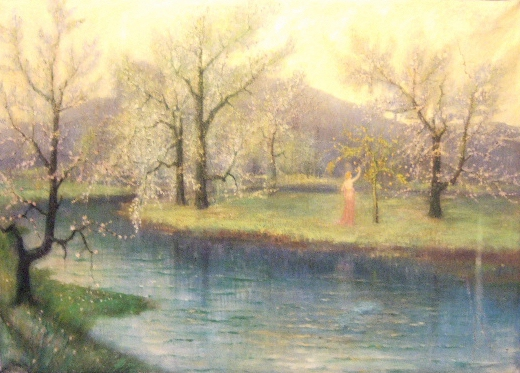
Freyas Garten

Hendrich absolvierte zunächst eine Lehre bei dem Lithografen Theodor Müller in Nordhausen, betätigte sich anschließend kurzzeitig als Schauspieler in Detmold, Düsseldorf und Münster.
Er unternahm danach mehrere Studienreisen als Maler nach Norwegen, Berlin, Amsterdam und Amerika. In Amerika hatte er mit einer kleinen Kunstausstellung Erfolg, auf der er sämtliche Werke an einen Mäzen verkaufen konnte. Dies ermöglichte ihm 1886–1889 ein Kunststudium bei Joseph Wenglein in München und Eugen Bracht in Berlin.
Angeregt vor allem von den Musikdramen des Komponisten Richard Wagner und Goethes Faust schuf Hendrich im Geiste einer Neuromantik farbenprächtige und monumentale Bilder, in denen er Stoffe und Motive der germanischen Mythologie und der deutschen Sagenwelt verarbeitete.
Hendrich lebte in Berlin und hielt sich ab 1899 jeweils von Mai bis Oktober in einer vom Berliner Architekten Paul Engler (1875–1954) entworfenen Villa in der Künstlerkolonie von Mittel-Schreiberhau im Riesengebirge auf. Dort entstand 1903, ebenfalls nach Englers Entwurf, ein ungewöhnliches Ausstellungsgebäude: die Sagenhalle, ein reich mit phantasievollem Schnitzwerk verzierter hölzerner Bau, in dem u. a. ein achtteiliger Bilderzyklus Hendrichs’ zur Sagengestalt Rübezahl ausgestellt wurde. Die Bildtitel lauteten „Rübezahls Garten“, „Die Frühlingsgöttin“, „Die Riesenburg“, „Der Wolkenschatten“ (Hohes Rad), „Der Donnergott“ (Schneegrube), „Der schlafende Riese“ (Kleiner Teich), „Die Nebelfrauen“ (Zackelfall) und „Der Wolkenwanderer“ (Gebirgskamm). Den Führer zur „Sagenhalle“, der bereits 1904 nach Verkauf von 10.000 Exemplaren neu gedruckt werden musste, verfasste der ebenfalls der Schreiberhauer Künstlerkolonie angehörende Schriftsteller und Philosoph Bruno Wille.

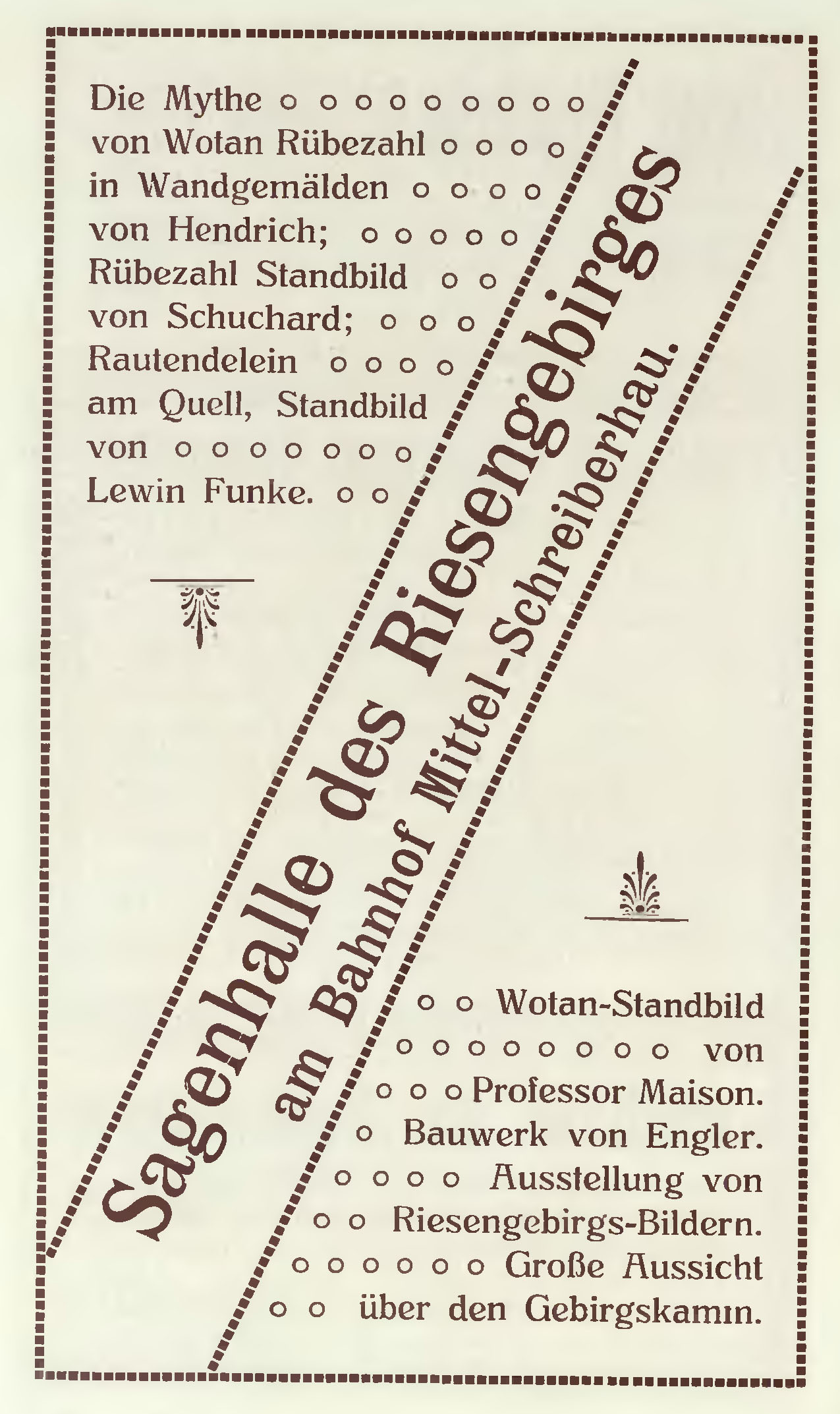
Anzeige Sagenhalle 1912

Die Sagenhalle im Riesengebirge Schreiberhau von 1903, an die im Mai 1926 noch der „Parsifaltempel“ in der Art einer Apsis angefügt wurde, war der zweite von Hendrich ausgestaltete „Kunst-Tempel“: Bereits 1901 hatte er auf dem Hexentanzplatz bei Thale im Harz die Walpurgishalle erschaffen. Zwei weitere solcher „Kunst-Hallen“ sollten folgen: 1913 die Nibelungenhalle in Königswinter und schließlich 1929 in Burg an der Wupper die Halle Deutscher Sagenring.
Hendrich wurde am Nachmittag des 18. Juli 1931 in der Nähe seines Wohnhauses in Schreiberhau von einem Zug erfasst und starb noch am Unglücksort. Die Trauerfeier fand im Krematorium in Hirschberg statt. Nach neuerer Darstellung wird in Hendrichs Tod ein Selbstmord vermutet.
Hendrich war seit 1882 mit Clara genannt Cläre Hendrich geborene Becker verheiratet, sie starb 1938. Er war Mitglied im Verein Berliner Künstler.

## Ausstellungsorte und Werke

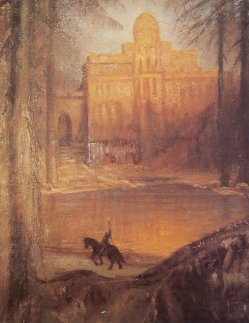
Parsifal

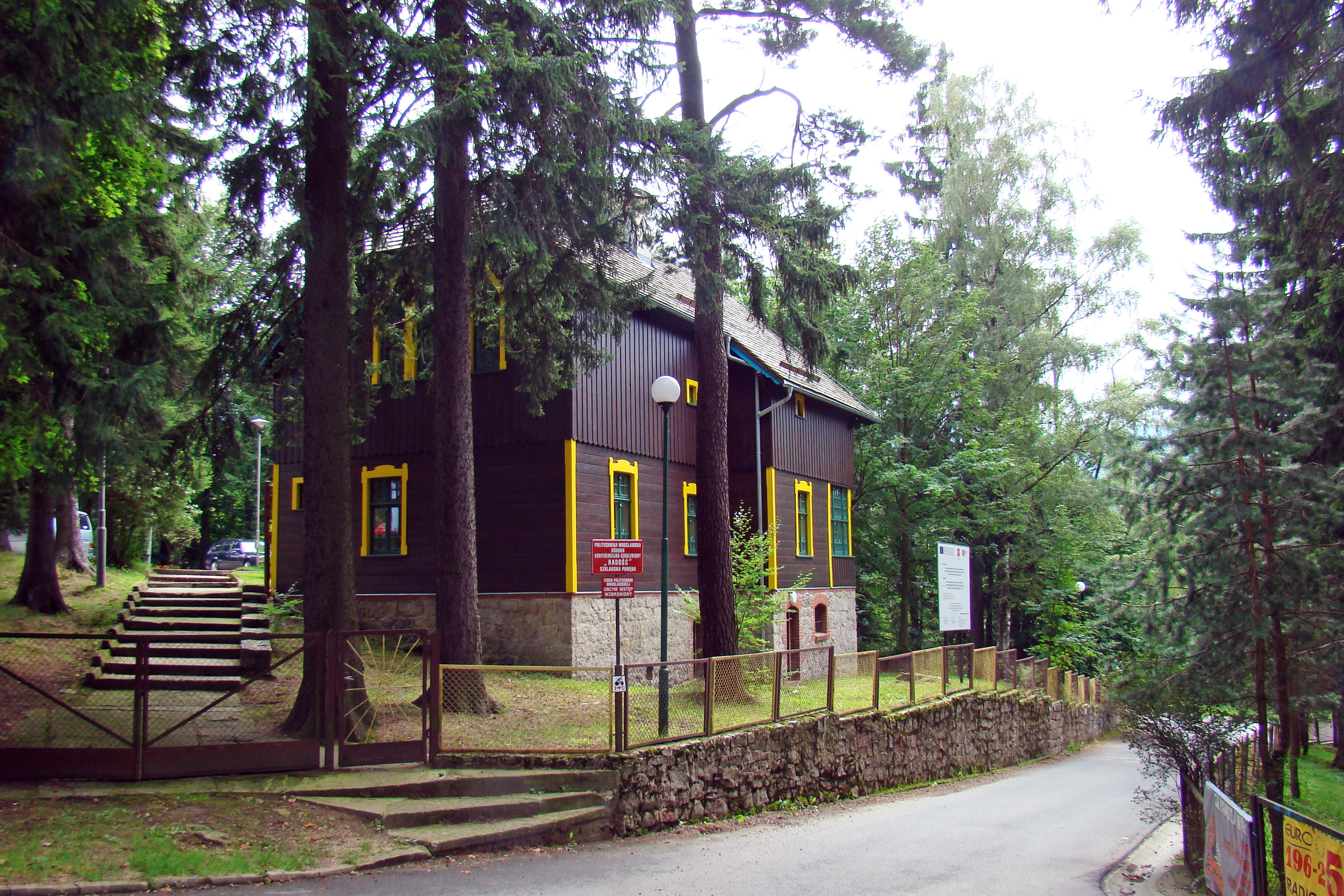
Ehemaliges Wohnhaus Hendrichs in Schreiberhau (ul. Muzealna 5)

Zu Hendrichs Werk gehören mehrere monumentale Gemäldezyklen, für die er eigene Ausstellungsgebäude entwerfen ließ:
- Walpurgishalle in Thale, 1901 nach Plänen des Architekten Bernhard Sehring erbaut, mit Gemäldezyklus zur Walpurgisnacht in Goethes Faust
- Sagenhalle in Schreiberhau, 1903 nach Plänen des Architekten Paul Engler erbaut, 1926 durch Parzival-Apsis erweitert, 1945 zerstört, mit Gemäldezyklen zu Wotan, Rübezahl und Parzival
- Nibelungenhalle in Königswinter, 1913 nach Plänen der Architekten Hans Meier und Werner Behrendt, 1933 durch die „Drachenhöhle“ ergänzt, mit Gemäldezyklus zum Ring des Nibelungen, heute ergänzt durch Bestände aus der Halle „Deutscher Sagenring“
- Halle Deutscher Sagenring in Burg an der Wupper, 1929 erbaut nach Plänen von A. Blasberg erbaut, 1945 zerstört, mit Gemäldezyklen zu „Nordischer Vorzeit“, „Christlicher Legende“ und „Heldenepen, älteren und neueren Volkssage“

Der Hendrichsaal in der Villa des Kieler Kunstsammlers Paul Wassily mit zahlreichen Einzelwerken wurde im Zweiten Weltkrieg zerstört, erhalten blieben nur einzelne Gemälde. In der Richard-Wagner-Gedenkstätte im Neuen Schloss in Bayreuth war zeitweise ein Hermann-Hendrich-Gedächtnissaal eingerichtet; die erhaltenen Bestände befinden sich heute als Leihgaben im Richard-Wagner-Museum in Bayreuth.

## Ehrungen
- 1910: Verleihung des Ehrentitels „Professor“
- Ehrenbürgerwürde von Heringen
- Ehrenbürgerwürde von Thale am Harz
- Benennung des Hermann-Hendrich-Wegs in Schreiberhau[14]
- 20. Oktober 1932: Benennung des Hendrichplatzes in Berlin
- Benennung der Hermann-Hendrich-Straße in Kleinfurra

## Publikationen (Auswahl)
- Hermann Hendrich: Mein Leben und Schaffen. In: Wilhelm Kolbe (Hrsg.): Unsere Landschaft in der deutschen Kunst. Die Maler des Südharzes und seiner Vorlande. Heimatland-Verlag, Bleicherode 1923, S. 7–12.